# 乔纳森·利特尔
乔纳森·利特尔（Jonathan Littell，1967年10月10日生於纽约）是一位双语（英文/法文）作家，生活在巴塞罗那。他在法国和美国长大，有双重国籍。获得学士学位后，他为人道主义组织工作了九年之久。在2001年离开了他的工作，以便集中精力写作。他的第一部小说是用法语写的《善心女神》，获得了两个主要的的法国奖项，包括龚古尔文学奖。